# Алогія
Алогія (від дав.-гр. ἀ- — без і дав.-гр. λόγος — слово, задум), або бідність мовлення, — обмежене використання мовлення при психічних розладах. Брак додаткового, спонтанного змісту в мовленні, який трапляється зазвичай у хворих шизофренією та розглядається як її негативний симптом.

## Психічні розлади з алогією
У Діагностичному і статистичному посібнику з психічних розладів DSM-IV алогія описується як негативний симптом шизофренії, що характеризується короткими, лаконічними та порожніми відповідями. Алогія часто зустрічається при кататонічній шизофренії й аутизмі:106.

## Приклад алогії
Приклад алогії як бідності мовлення:
| Алогія | Нормальне мовлення                                                                                        |
| --- | --- |
| Q: У Вас є діти? A: Так. Q: Скільки? A: Двоє. Q: Скільки їм років? A: Шість і шістнадцять. Q: Вони дівчата чи хлопчики? A: По одному. Q: Кому шістнадцять років? A: Синові. Q: Як його звуть? A: Іван. Q: А дочку? A: Анастасія. | Q: У Вас є діти? A: Так, син і дочка. Q: Скільки їм років? A: Івану шістнадцять, а Анастасії шість років. |

## Терапія
Декстроамфетамін показав помірну ефективність у полегшенні негативних симптомів шизофренії, у тому числі алогії. Однак він ускладнює позитивну симптоматику (наприклад, галюцинації). Мапротилін також використовувався при терапії алогії та показав зниження важкості алогії на 50 %. Бідність мови може сильно ускладнити  психотерапію через значні труднощі в підтримці розмови.